# Блюмберг, Лев Юльевич
Лев Юльевич (Леон-Лазарь Юделевич) Блюмберг (1913—1975) — российский учёный в области радиолокации, доктор технических наук.

## Биография
Родился в 1913 году в семье врача Юделя Маркусовича (Юлия Марковича) Блюмберга. В 1930 году окончил Ленинградскую школу № 41. Высшее образование получил в Ленинградском Политехническом институте. В 1941 году после начала войны вступил в народное ополчение и участвовал в боевых действиях. После снятия блокады Ленинграда воевал за линией фронта, участвовал в партизанской борьбе в Белоруссии. Закончил войну в звании инженер-капитана.
В ноябре 1944 года был направлен во ВНИИ-108 (впоследствии ВНИРТИ, ЦНИРТИ им. академика А. И. Берга), где был назначен руководителем лаборатории № 19 (наземных РЛС).
Работал над созданием космических приборов радиоэлектронной разведки. За создание и успешный запуск аппаратуры радиотехнического наблюдения «КУСТ—40» был награжден орденом Ленина. Кроме этого был награждён орденом Отечественной войны II степени и медалью «За оборону Ленинграда».
Во время работы во ВНИРТИ защитил докторскую диссертацию. Был членом Учёного совета института; редактор переведенных с английского языка справочников:
- Основы радиолокационной техники. Т. 1-2 [Текст] : Пер. с англ. - 2-е изд. - Москва : Оборонгиз, 1951. - 2 т.
- Генерирование электрических колебаний специальной формы [Текст] : Пер. с англ. / Под ред. Л. Ю. Блюмберга и Т. Р. Брахмана. - Москва : Совет. радио, 1951. - 2 т.

Погиб 16 января 1975 года в результате несчастного случая (был сбит машиной). Похоронен на Введенском кладбище (уч. 19).